# シロハナキングヘビ
シロハナキングヘビ（学名：Lampropeltis pyromelana）は、ナミヘビ科キングヘビ属に分類されるヘビ。

## 分布
- L. p. knoblochi　チワワシロハナキングヘビ

メキシコ（チワワ州）
- L. p. pyromelana　アリゾナシロハナキングヘビ

アメリカ合衆国（アリゾナ州）、メキシコ（ソノラ州、チワワ州）
- L. p. woodini　ワチュカシロハナキングヘビ

アメリカ合衆国（アリゾナ州南部）、メキシコ北部

## 形態
全長70-90cm。体色は赤、白の横帯が入る。背面にのみ白い横帯の縁に黒い横縞が入る。吻端の鱗が白いことが和名の由来。
- L. p. infralabialis

白い横帯の数は42-57。下唇の鱗（下唇板）は9枚。
- L. p. knoblochi　チワワシロハナキングヘビ

白い横帯が側面で繋がるため、赤い横帯は斑点状になる。下唇板は10枚。
- L. p. pyromelana　アリゾナシロハナキングヘビ

白い横帯の数は42-61。下唇板は10枚。
- L. p. woodini　ワチュカシロハナキングヘビ

白い横帯の数は37-40。下唇板は10枚。

## 亜種
- Lampropeltis pyromelana infralabialis　Tanner, 1953　　Utah mountain kingsnake
- Lampropeltis pyromelana knoblochi　Taylor, 1940　チワワアリゾナキングヘビ  Chihuahua mountain kingsnake
- Lampropeltis pyromelana pyromelana　(Cope, 1886)　アリゾナシロハナキングヘビ　Arizona mountain kingsnake
- Lampropeltis pyromelana woodini　Tanner, 1953　ワチュカシロハナキングヘビ　Huachuca mountain kingsnake

## 生態
山地の森林に生息する。
食性は動物食で、小型爬虫類や小型哺乳類等を食べる。 
繁殖形態は卵生で、1回に3-6個の卵を数回に分けて産む。

## 人間との関係
ペットとして飼育されることもあり、日本にも輸入されている。流通量は多くはなく、減少傾向にある。主に基亜種と亜種チワワシロハナキングヘビが流通する。
野生では爬虫類を好む傾向にあるが飼育にあたっては専門店等で販売されている冷凍マウスや冷凍ラットを個体の大きさに合わせて与えるだけで問題ない。しかし幼蛇が小型で細身のため、幼蛇から飼育する場合はピンクマウスを食べられるサイズで、さらにピンクマウスに餌付いている個体を購入するのが望ましい。